# Vincenzo Gigante

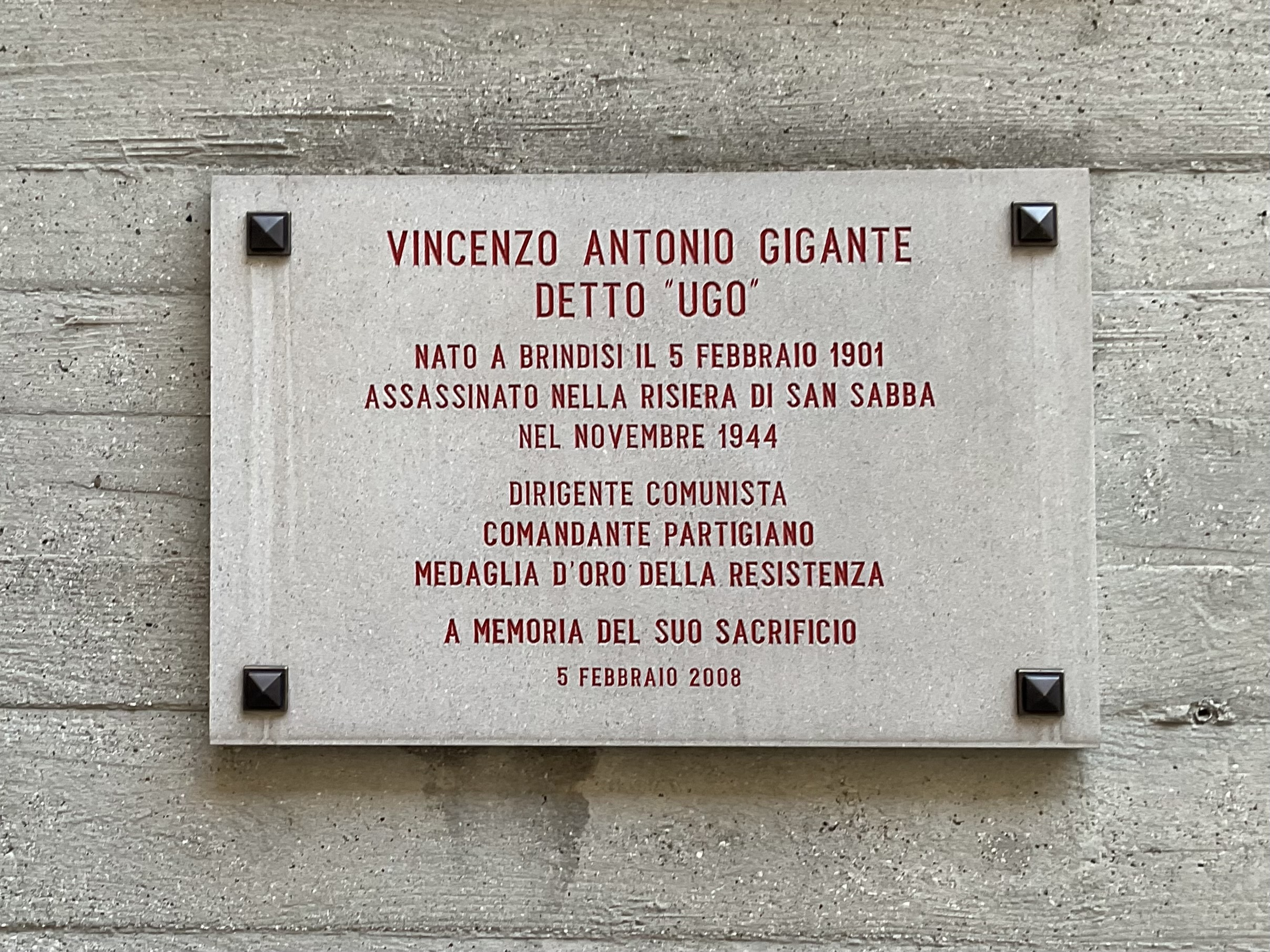
Lapide commemorativa per Vincenzo Gigante nella Risiera di San Sabba, Trieste

Vincenzo Gigante (Brindisi, 5 febbraio 1901 – Risiera di San Sabba, 1944) è stato un antifascista e partigiano italiano, comandante partigiano, medaglia d'oro al valor militare.

## Biografia
Trasferitosi a Roma con la famiglia partecipa attivamente al movimento sindacale degli edili, di cui organizza nel 1923 lo sciopero contro il carovita e nella primavera del 1923 con Benito Mussolini già al governo organizza una manifestazione contro il carovita in Roma che vede in piazza circa 18000 operai edili, durante la crisi aventiniana è uno degli organizzatori degli scioperi contro il fascismo. Nel 1925 è inviato dal partito in URSS dove a Leningrado frequenta l'Università leninista.

Con le “Leggi Speciali” del 1926 entra in clandestinità ed evita l'arresto con spostamenti continui fra Germania, Lussemburgo, Belgio, Francia e Svizzera, nel 1931 sposa a Lugano Wanda Libera Caterina Fonti, proveniente da famiglia di ferree tradizioni antifasciste e l'anno successivo nasce Miuccia, unica figlia che avrà la coppia. Diviene membro del Comitato centrale del partito comunista, ma l'OVRA ne segue i movimenti grazie alle numerose spie operanti in tutti gli stati europei, compreso all'interno dei "fuoriusciti", e quando nell'ottobre 1933 rientra in Italia per la fase riorganizzativa del partito viene arrestato a Milano. Condannato a 20 anni dal Tribunale Speciale li sconta nelle prigioni di Civitavecchia, la pena gli viene decurtata di un paio d'anni mediante condoni ed è quindi liberato il 1º novembre 1942 per essere confinato prima ad Ustica poi a Renicci presso Anghiari, da dove evade in concomitanza dell'armistizio raggiungendo al momento dell'armistizio con prigionieri sloveni la Venezia Giulia dove da tempo agiscono formazioni partigiane italo-jugoslave. A questo punto il partito comunista gli affida il compito dell'organizzazione delle brigate Garibaldi in via di formazione relativamente al settore di Trieste. Nell'autunno del 1944 viene catturato a causa di una delazione, subisce per lungo tempo tortura dai nazifascisti ma non fornisce loro nessuna informazione e quel che si può ricostruire di sicuro è che è bruciato nel forno crematorio della Risiera di San Sabba.

## Onorificenze

### Riconoscimenti
In corso Roma, a Brindisi, gli è stata dedicata una targa che riporta queste parole di Concetto Marchesi: Antonio Vincenzo Gigante – operaio organizzatore partigiano – medaglia d'oro – caduto a Trieste nel novembre 1944 – nella galera fra le torture – con la morte testimoniò ai carnefici fascisti – la indomabile forza – e la certa vittoria del popolo lavoratore – L'Amministrazione democratica e popolare – del Comune di Brindisi – al glorioso concittadino in ricordo di tanto eroismo – 7 dicembre 1952.
Il 5 febbraio 2008, anniversario della sua nascita, gli è stata dedicata una lapide sul muro della Risiera di San Sabba:  Vincenzo Gigante detto “Ugo” nato a Brindisi il 5 febbraio 1901 assassinato nella Risiera di San Sabba nel novembre 1944 dirigente comunista comandante partigiano Medaglia d'Oro della Resistenza a memoria del suo sacrificio